# امبوهیمانا
امبوهیمانا (به لاتین: Ambohimana) یک سکونتگاه مسکونی در ماداگاسکار است که در آتسیمو-آتسینانانا واقع شده‌است.

## خصوصیات
امبوهیمانا ۵٬۰۰۰ نفر جمعیت دارد و ۳۶۸ متر بالاتر از سطح دریا واقع شده‌است.